# Saint-Vallier (Charente)
Saint-Vallier ist eine westfranzösische Gemeinde mit 138 Einwohnern (Stand: 1. Januar 2022) im Département Charente in der Region Nouvelle-Aquitaine (vor 2016 Poitou-Charentes). Sie gehört zum Arrondissement Cognac und zum Kanton Charente-Sud.

## Lage
Saint-Vallier liegt etwa 42 Kilometer südsüdwestlich von Angoulême. Umgeben wird Saint-Vallier von den Nachbargemeinden Brossac im Norden und Nordosten, Bardenac im Nordosten, Yviers im Osten, Sauvignac im Südosten und Süden, Boresse-et-Martron im Südwesten und Westen sowie Guizengeard im Westen und Nordwesten.

## Bevölkerungsentwicklung
| Jahr                       | 1962 | 1968 | 1975 | 1982 | 1990 | 1999 | 2006 | 2019 |
| Einwohner                  | 300  | 240  | 212  | 198  | 182  | 167  | 153  | 136  |
| Quellen: Cassini und INSEE |      |      |      |      |      |      |      |      |

## Sehenswürdigkeiten
- Kirche Saint-Gilles aus dem 11. Jahrhundert, früheres Priorat, Monument historique
- Haus Saint-Vallier aus dem 16. Jahrhundert

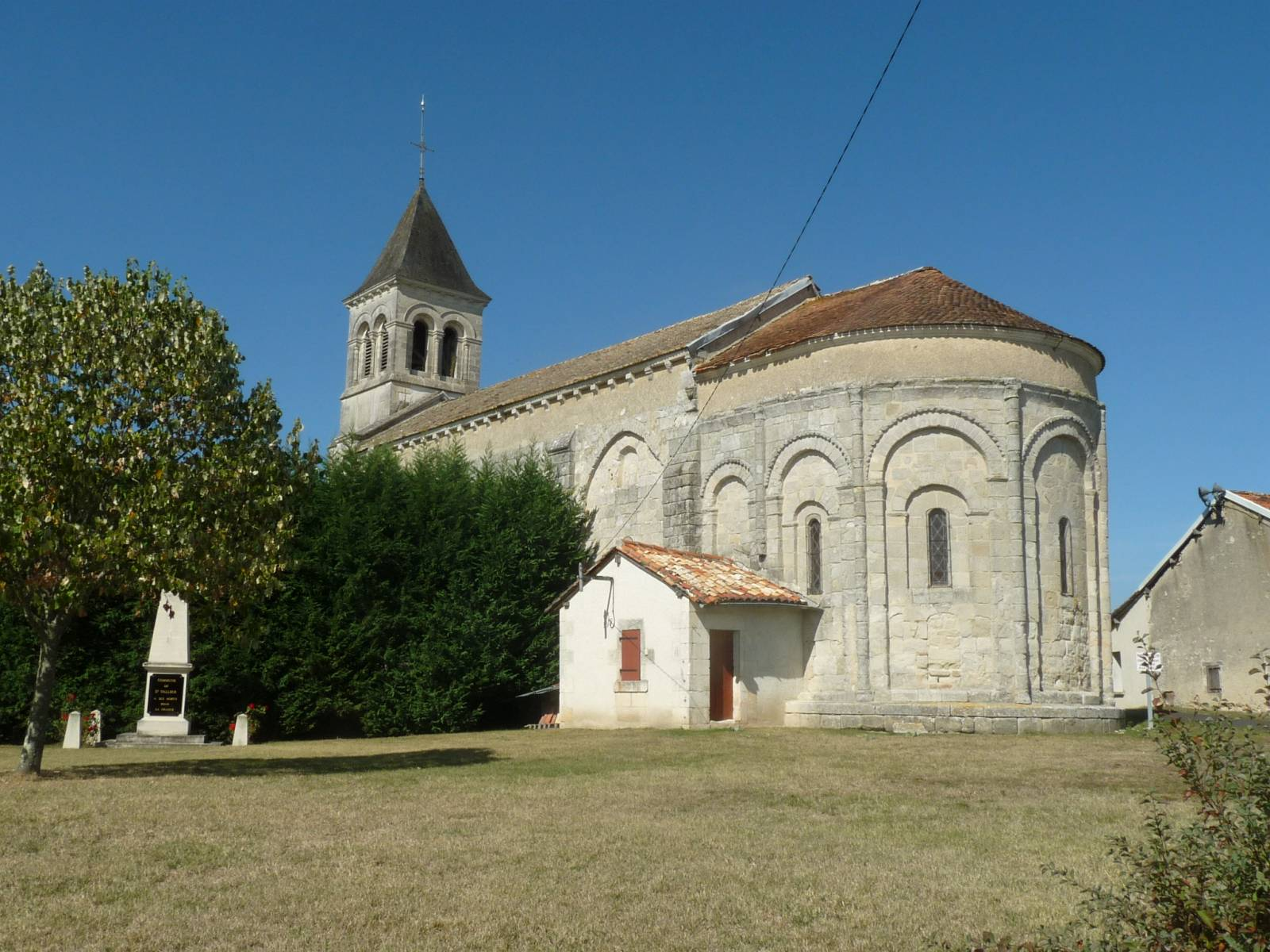
Kirche Saint-Gilles

- Haus Jarousseau

## Persönlichkeiten
- Guy Epaud (* 1936), Radrennfahrer
- Elie Redon (1884–1963), Autorennfahrer